# Masakra pod Artiomowskiem

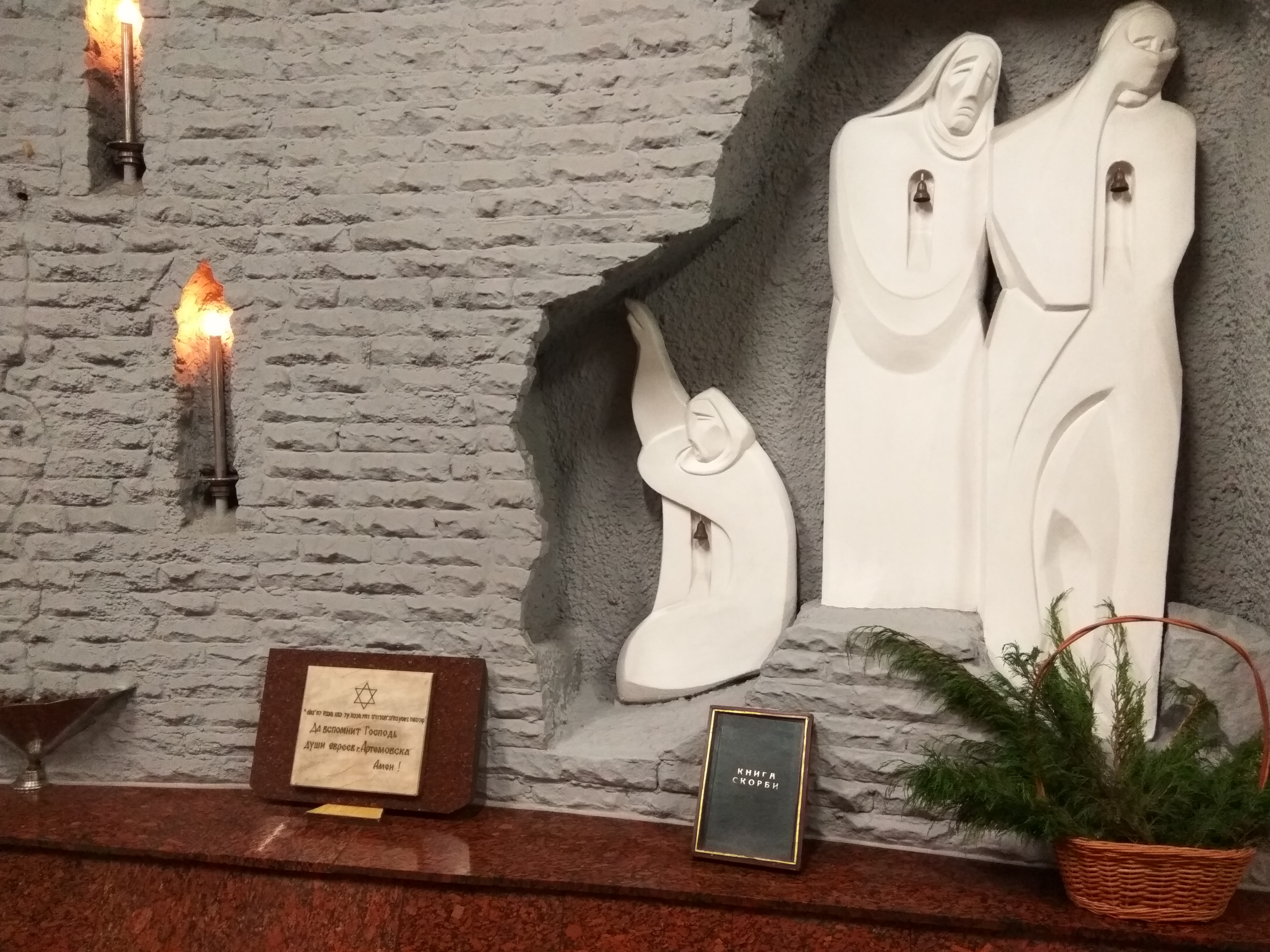
Upamiętnienie miejsca egzekucji Żydów z Artiomowska

Masakra pod Artiomowskiem – masowy mord dokonany przez okupantów niemieckich na początku 1942 roku w nieczynnej kopalni alabastru pod Artiomowskiem (ob. Bachmut). Jego ofiarą padło co najmniej 1317 osób, w większości Żydów.
Artiomowsk został zajęty przez Niemców już pod koniec października 1941 roku, lecz ze względu na trudną sytuację na froncie dopiero na początku następnego roku SS przystąpiła do eksterminacji miejscowej społeczności żydowskiej. Pod pretekstem przygotowań do utworzenia getta Żydów wezwano, by 9 stycznia 1942 roku stawili się w miejskim parku. Tych, którzy posłuchali wezwania, zamknięto w piwnicach jednego z budynków administracyjnych. Po dwóch dniach, a według innego źródła dopiero po miesiącu, wszystkich wywieziono do nieczynnej kopalni alabastru i tam wymordowano. Według źródeł niemieckich liczba ofiar wyniosła 1317 osób, a według źródeł sowieckich mogła sięgnąć nawet 3 tysięcy. Wykonawcami zbrodni byli funkcjonariusze Sonderkommando 4b.

## Geneza
Dane ze spisu ludności przeprowadzonego w 1939 roku wskazują, że w Artiomowsku zamieszkiwało 5299 Żydów. Stanowili oni 9,56% ludności miasta.
31 października 1941 roku Artiomowsk został zajęty przez oddziały niemieckiej 17. Armii. Do końca okupacji miasto pozostawało pod zarządem wojskowym. Niemcy powołali tam kolaboracyjny zarząd miejski oraz zorganizowali oddział ukraińskiej policji pomocniczej. W połowie listopada do Artiomowska wkroczyło niewielkie komando SS (Teilkommando), dowodzone przez SS-Untersturmführera Hansa-Joachima Sommerfelda. Wchodziło ono w skład Sonderkommando 4b, które z kolei było pododdziałem Einsatzgruppe C – specjalnej grupy operacyjnej SD i policji bezpieczeństwa, której zadaniem była eksterminacja Żydów na obszarze Ukrainy.
Znaczna liczba Żydów zdołała się ewakuować przed upadkiem miasta. Autorzy Encyclopedia of Camps and Ghettos szacują, że w Artiomowsku pozostało niespełna 25% przedwojennej ludności żydowskiej. Jicchak Arad liczbę Żydów, którzy wpadli w niemieckie ręce, szacuje natomiast na około 3 tys.
18 lub 19 listopada 1941 roku wojskowa komendantura zarządziła rejestrację Żydów, a także narzuciła im obowiązek noszenia oznaczeń w postaci białej opaski na prawej ręce. Objęto ich ponadto przymusem pracy. Już w połowie grudnia Teilkommando Sommerfelda rozpoczęło przygotowania do likwidacji żydowskiej społeczności. Ze względu na trudną sytuację na froncie szef sztabu 17. Armii chwilowo nie zezwolił jednak esesmanom na podjęcie działań eksterminacyjnych.

## Wymordowanie Żydów z Artiomowska
21 grudnia 1941 roku w na wpół zrujnowanym budynku teatru wybuchł pożar. Wojskowy komendant miasta major von Tsobel oskarżył Żydów o podłożenie ognia. 7 stycznia w wydawanym przez okupanta „Gońcu Bachmuckim” ukazał się artykuł, w którym zapowiedziano, że ludność żydowska zostanie odizolowana od reszty mieszkańców miasta. W tym samym artykule ogłoszono zarządzenie, by 9 stycznia wszyscy Żydzi stawili się w miejskim parku, sąsiadującym z gmachem, w którym uprzednio znajdowała się siedziba NKWD. Zezwolono im zabrać bagaż o wadze do 10 kilogramów i zapas żywności na osiem dni.
Żydów, którzy stawili się na wezwanie, osadzono w piwnicach budynku zajmowanego przez władze miejskie, a według innych źródeł – w piwnicach gmachu NKWD. Część źródeł podaje, że przetrzymywano ich tam zaledwie przez kilka dni, bez wody i żywności . Z kolei według autorów Encyclopedia of Camps and Ghettos piwnice pełniły funkcję prowizorycznego getta aż do połowy lutego 1942 roku. Dochodzący z nich płacz dzieci zaalarmował mieszkańców miasta, jednakże osoby, które usiłowały podać do piwnic wodę lub żywność, były brutalnie odpędzane .
11 stycznia lub 15 lutego wszystkich Żydów zabrano do nieczynnej kopalni alabastru, która znajdowała się w odległości około dwóch kilometrów od miasta. Po dotarciu na miejsce funkcjonariusze Sonderkommando 4b zaczęli grupami wpędzać ofiary do jednej ze sztolni, na końcu której znajdowała się grota o długości około 20 metrów, szerokości około 30 metrów i wysokości około 3–4 metrów. W miejscu tym ofiary zmuszano do położenia się twarzą do podłoża, po czym mordowano strzałami w tył głowy. Egzekucja trwała kilka godzin. Po jej zakończeniu esesmani wznieśli ceglany mur wewnątrz tunelu. Według raportu sowieckiej komisji śledczej, która badała miejsce kaźni w październiku 1943 roku, zwłoki wielu ofiar nie miały ran postrzałowych, co najprawdopodobniej oznacza, że przeżyły one egzekucję i po zamurowaniu sztolni udusiły się z braku powietrza lub zmarły z głodu.
W datowanym na 6 marca 1942 roku raporcie Einsatzgruppe C widnieje informacja, że w Artiomowsku rozstrzelano 1317 osób, w tym 1224 Żydów, 63 działaczy politycznych oraz 30 sabotażystów i partyzantów. W tym samym raporcie odnotowano ponadto, że Artiomowsk jest już miastem „wolnym od Żydów”. Z kolei sowiecka komisja śledcza oszacowała liczbę ofiar na około 3 tys.
Mimo iż pomaganie Żydom karane było śmiercią, niektórzy mieszkańcy Artiomowska starali się ratować żydowskich sąsiadów, przechowując ich w swych domach lub pomagając w uzyskaniu fałszywych dokumentów. Pewna kobieta została wraz z synem zamordowana z tego powodu przez Niemców.

## Upamiętnienie

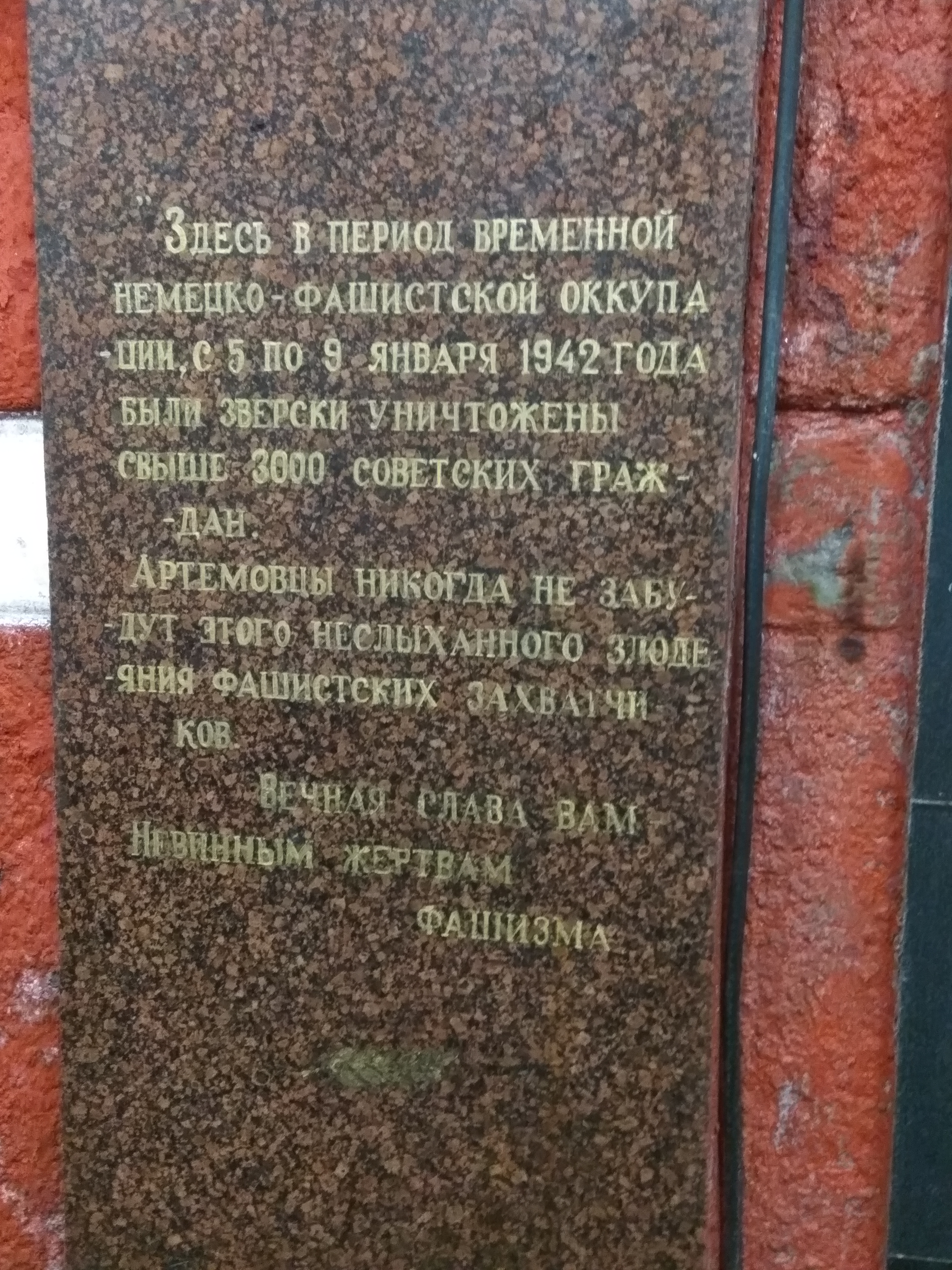
Jedna z pamiątkowych tablic w miejscu pamięci

W październiku 1943 roku, po wyzwoleniu Artiomowska przez Armię Czerwoną, zwłoki ofiar masakry wydobyto ze sztolni i pogrzebano na placu przed miejscową fabryką rur. W 1960 roku zostały przeniesione na miejski cmentarz.
Ofiary masakry upamiętniał początkowo pomnik w kształcie ściętej piramidy, zwieńczonej czerwoną gwiazdą. Jednocześnie w latach 50. w dawnej kopalni alabastru urządzono piwnicę, w której przechowywano wino musujące produkowane w pobliskiej wytwórni. Dopiero 12 stycznia 1991 roku – z inicjatywy władz miejskich, kierownictwa wytwórni wina oraz lokalnej organizacji żydowskiej – w miejscu masowego mordu urządzono miejsce pamięci. Znajdują się tam m.in. dwie tablice pamiątkowe. Na pierwszej widnieje gwiazda Dawida oraz zapisany w języku hebrajskim cytat z księgi Jeremiasza:

Daje się słyszeć lament i gorzki płacz. Rachel opłakuje swoich synów, nie daje się pocieszyć, bo już ich nie ma.

Na tej samej tablicy widnieje także napis w języku rosyjskim:

Niech Pan pamięta o duszach Żydów z Artiomowska. Amen!

Z kolei na drugiej tablicy widnieje napis o treści:

W tym miejscu, podczas tymczasowej okupacji niemiecko-faszystowskiej, w dniach 5–9 stycznia 1942 r., brutalnie zamordowano ponad 3000 radzieckich cywilów. Mieszkańcy Artiomowska nigdy nie zapomną tego bezprecedensowego okrucieństwa dokonanego przez faszystowskich okupantów. Niech Wasza chwała – niewinnych ofiar faszyzmu – trwa wiecznie.

Zbrodnia ta bywa określana mianem „bachmuckiego Babiego Jaru” .

## Odpowiedzialność sprawców
Masakra w Artiomowsku była jedną ze zbrodni, które były przedmiotem postępowania w czasie procesu sześciu członków Sonderkommando 4b, który toczył się przed sądem krajowym w Düsseldorfie w latach 1971–1973. Wyrokiem z 12 stycznia 1973 roku Hans-Joachim Sommerfeld został skazany na karę 6 lat pozbawienia wolności. Jego przełożony Fritz Braune, który jako dowódca Sonderkommando 4b osobiście nadzorował eksterminację Żydów z Artiomowska, usłyszał wyrok 9 lat pozbawienia wolności.